# France Bevk

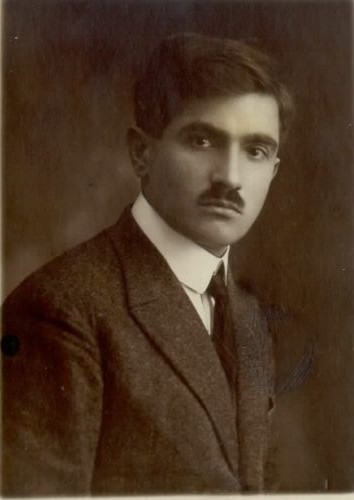
France Bevk (1926)

France Bevk (Zakojca, 17 september 1890 – Ljubljana, 17 september 1970) was een Sloveens schrijver, dichter, verzetsstrijder en politicus uit Primorska. 

## Levensloop
Bevk werd geboren in een bergdorpje Zakojca bij Cerkno. Na de lagere school volgde hij de lerarenopleiding en keerde daarna terug naar huis om er te gaan onderwijzen. Tijdens de Eerste Wereldoorlog moest Bevk zijn loopbaan als onderwijzer opgeven en werd ingezet als frontsoldaat aan het Soča-front. Hij werd toen, zoals vele andere Slovenen, beschuldigd van anti-Oostenrijkse gedragingen. Na de oorlog werd Primorkska door Italië bezet. Hij leefde in deze tijd in Gorica. Tussen 1922 en 1926 gaf Bevk een satirisch tijdschrift uit met de naam Čuk na palčki, dat werd verboden in het kader van de gedwongen Italianisering. In zijn werk behandelde France Bevk steeds opnieuw de benarde situatie, waarin het Sloveense volk onder de bezetting zich bevond. Hij werd door de fascisten ettelijke keren gearresteerd vanwege o.a. onvaderlands gedrag en verbale delicten. In 1934 werd hij verbannen naar het eiland Ventotene, waar ook Altiero Spinelli zat. Bevk werd hetzelfde jaar vrijgelaten na bemiddeling door de PEN. In 1943 weer eens gearresteerd kon hij hetzelfde jaar uit de gevangenis vluchten en werd een van de belangrijkste leiders van het Sloveense verzet in West-Slovenië.
Na de Tweede Wereldoorlog leefde Bevk in Triëst en vertrok vervolgens naar Ljubljana. Hij werd er voorzitter van het Sloveense parlement en was in 1947 vicepresident van de Sloveense republiek.

## Maatschappelijk proza
Het werk van Bevk omvat proza en lyriek, aanvankelijk onder invloed van het symbolisme van Ivan Cankar, later in de stijl van het realisme. Zijn werken behandelen vrijwel altijd maatschappelijke problemen en spelen zich af in Primorska, vaak in afgelegen gehuchten en bergdorpen tussen Tolmin en zijn geboorteplaats Cerkno.  
Bevks bekendste werk is de roman Kaplan Martin Čedermac ("Kapelaan Martin Čedermac") uit 1938, waarin hij de verdrijving en onderdrukking van de Slovenen door de Italianen beschrijft. Een Sloveense pastoor vecht voor het recht van de bevolking op onderwijs en godsdienstuitoefening in de moedertaal en komt daardoor in conflict met de Italiaanse staat. Hij problematiseerde in zijn roman ook de houding van de Katholieke Kerk in Centraal-Slovenië, die (geheel anders dan de Kerk in Primorska) uit weerzin tegen het communisme collaboreerde met de bezetter. Het verscheen onder het pseudoniem Pavle Sedmak. Het jeugdboek Tonček vertelt over een jongetje uit Gorica, die Italiaans moet leren omdat de Sloveense scholen gesloten zijn. Het sluit aan op de praktijk in Primorska, waar tijdens de bezetting tussen 1918 en 1943 illegaal Sloveens onderwijs werd verzorgd. Het is verdienstelijk dat Bevk nooit in zwart-wit afschilderingen vervallen is.

## Nalatenschap
Met zijn bijdragen heeft France Bevk de bevolking moed ingesproken om te blijven vasthouden aan de Sloveense taal en identiteit tijdens de bezetting. Tot op zekere hoogte heeft hij het draagvlak onder de bevolking voor het Sloveense Bevrijdingsfront vergroot. In Nova Gorica werden het centrale plein en de stadsbibliotheek naar Bevk vernoemd en een standbeeld opgericht. De school in Opicina (Opčine) is naar France Bevk vernoemd. Bevk heeft zich door Ivan Cankar en Maurice Maeterlinck laten inspireren, maar ontwikkelde zich zelfstandig tot een uitgesproken realist. Na de oorlog is hij nooit in het socialistisch realisme gaan schrijven.

## Werk
- Pesmi (Gedichten), 1921
- Faraon (De farao), 1922
- Tatič (De kleine dief), 1923
- Kajn (Kaïn), drama 1925
- Ljudje pod Osojnikom (De mensen aan de voet van de Osojnik), roman 1925
- Kresna noč (De vuurnacht), 1927
- Hiša v Strugi (Het huis in de stroom), 1927
- Bridka ljubezen, 1927
- Znamenja na nebu, 1927-29
- Krvavi jezdeci, 1928
- Srebrniki, 1928
- Škorpijoni zemlje, 1929
- Črni bratje in sestre, 1929
- Preužitkar, 1929
- Krivda, 1929
- Človek proti človeku, 1930
- Umirajoči bog Triglav, 1930
- Gospodična Irma, 1930
- Jagoda, 1930
- Stražni ognji, 1931
- Burkež gospoda Vitrge, 1931
- Obračun, 1931
- Vedomec, Roman 1931
- Lukec in njegov škorec, 1931
- Žerjavi, 1932
- Železna kača, 1932
- Mrtvaška nevesta, 1933
- Krvaveče rane, 1933
- Gmajna, 1933
- Dedič, 1933
- Veliki Tomaz, verhaal 1933
- Ubogi zlodej, 1934/35
- Huda ura, 1935
- Greh pogoniča Zidorja, 1935
- Zapeljivec, 1935
- Pastirci, 1935
- Menče, 1936
- Bajtar Mihale, 1937/38
- Huda čarnovnica čirimbara, 1938
- Kaplan Martin Čedermac, roman 1938
- Domačija, 1939
- Pestrna, 1939
- Med dvema vojnama, novellen 1946
- Mladost med gorami, 1960
- Iz iskre požar, 1963
- Pot v svobodo, 1965
- Moja mladost (Mijn jeugd), 1969
- Izbrani spisi, Verzameld werk in 12 delen, 1951-1963

- Bibliothèque nationale de France: cb12313420m (data)
- Gemeinsame Normdatei: 119080087
- International Standard Name Identifier: 0000 0001 1069 9263
- Library of Congress Control Number: n84065266
- Bibliotheek van het Japanse parlement: 00685650
- Nationale Bibliotheek van Tsjechië: jo2001100294
- Nederlandse Thesaurus van Auteursnamen: 070283850
- Istituto Centrale per il Catalogo Unico: CFIV101520
- Système universitaire de documentation: 032025742
- Virtual International Authority File: 71458631
- WorldCat: E39PBJxMggwqF9hPrhxqwkJCcP